# Cerro Azul (Messico)
Cerro Azul è una municipalità dello stato di Veracruz, nel Messico centrale, il cui capoluogo è la località omonima.
Conta 25.801 abitanti (2010) e ha una estensione di 91 km². 	 		
Il nome della località in lingua spagnola significa collina azzurra, a causa del tono blu che assumono alcune colline situate a sud della città all'alba.